# Agapostemon angelicus
Agapostemon angelicus är en biart som beskrevs av Cockerell 1924. Agapostemon angelicus ingår i släktet Agapostemon och familjen vägbin. Inga underarter finns listade i Catalogue of Life.

## Bildgalleri

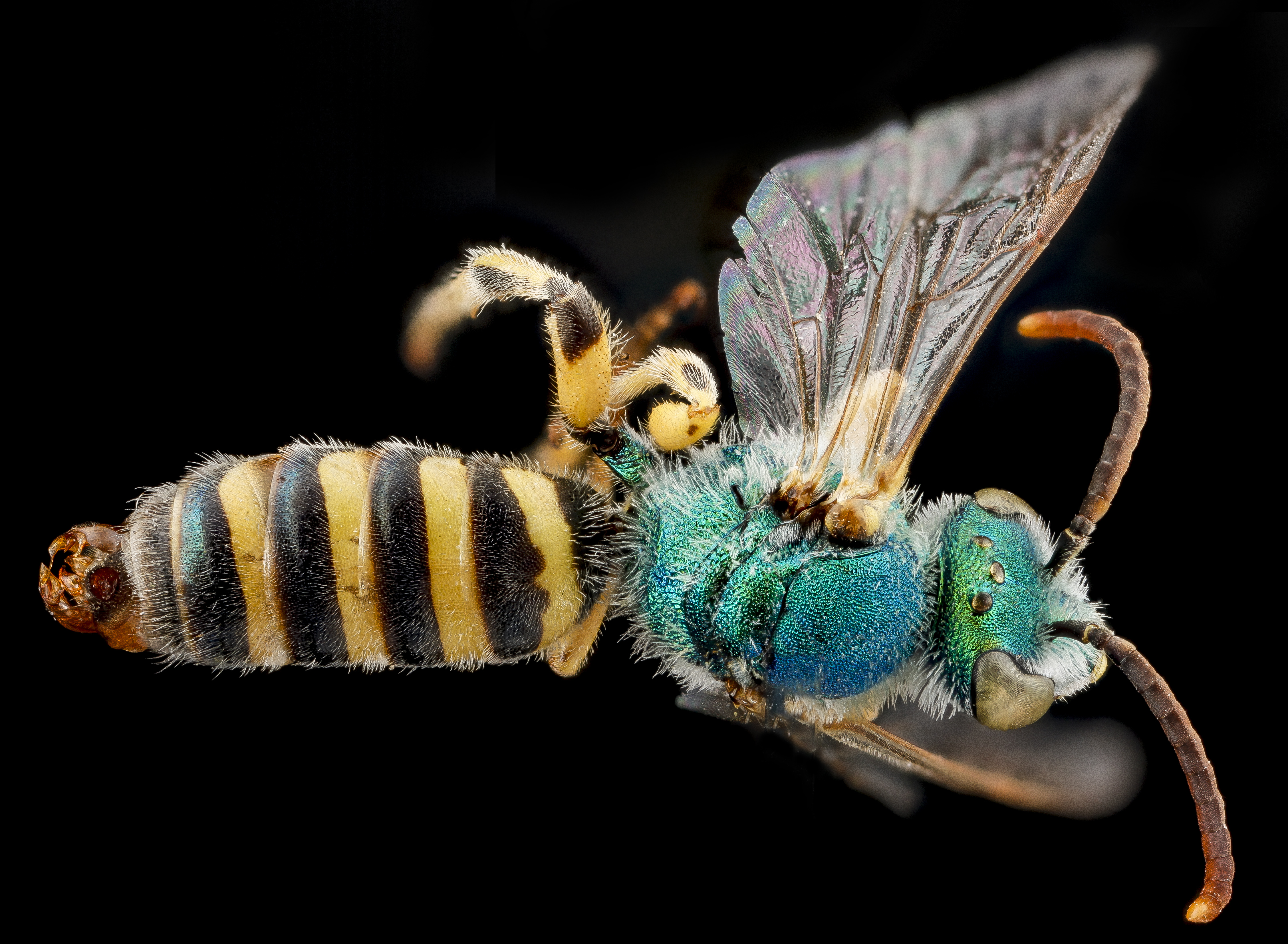
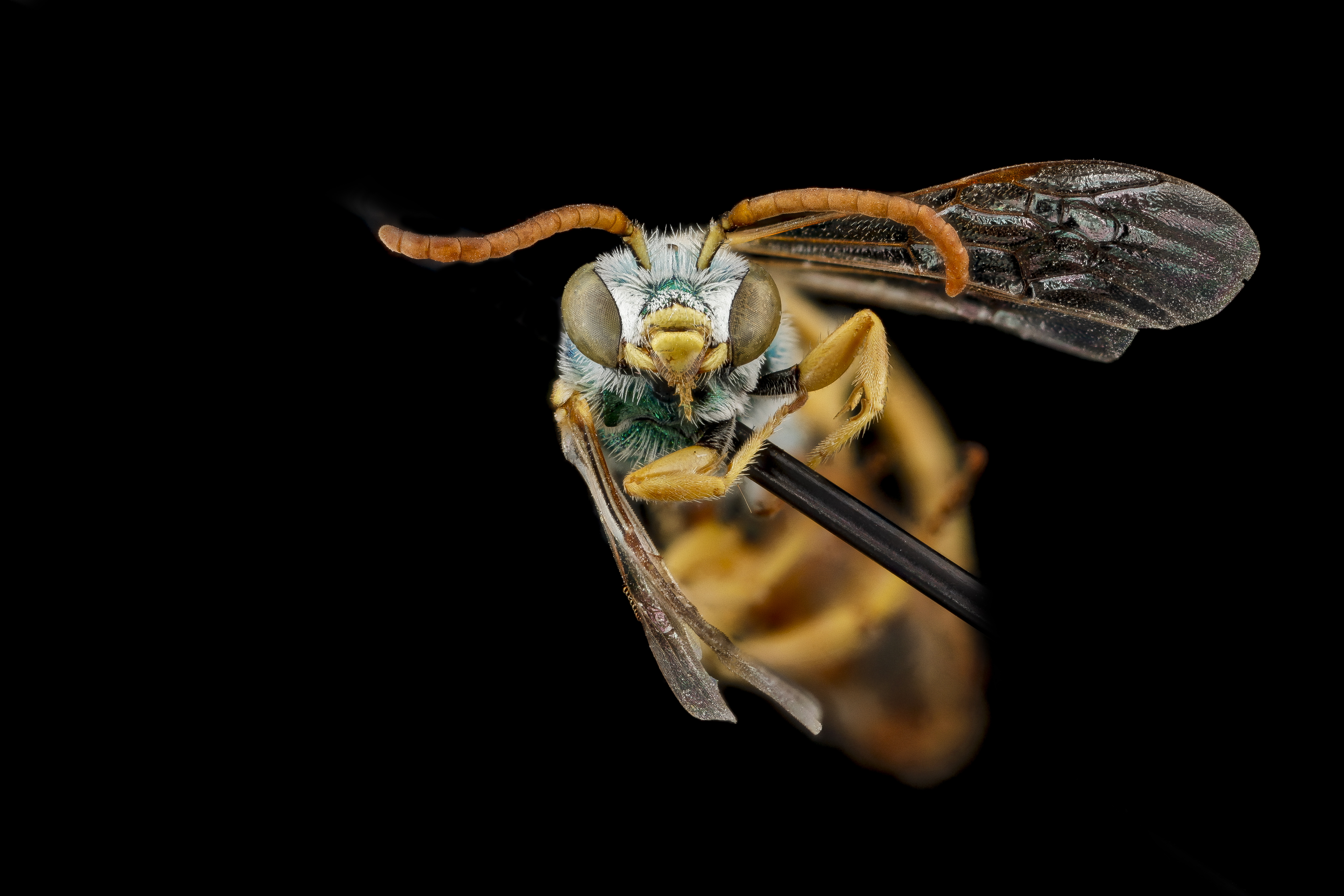
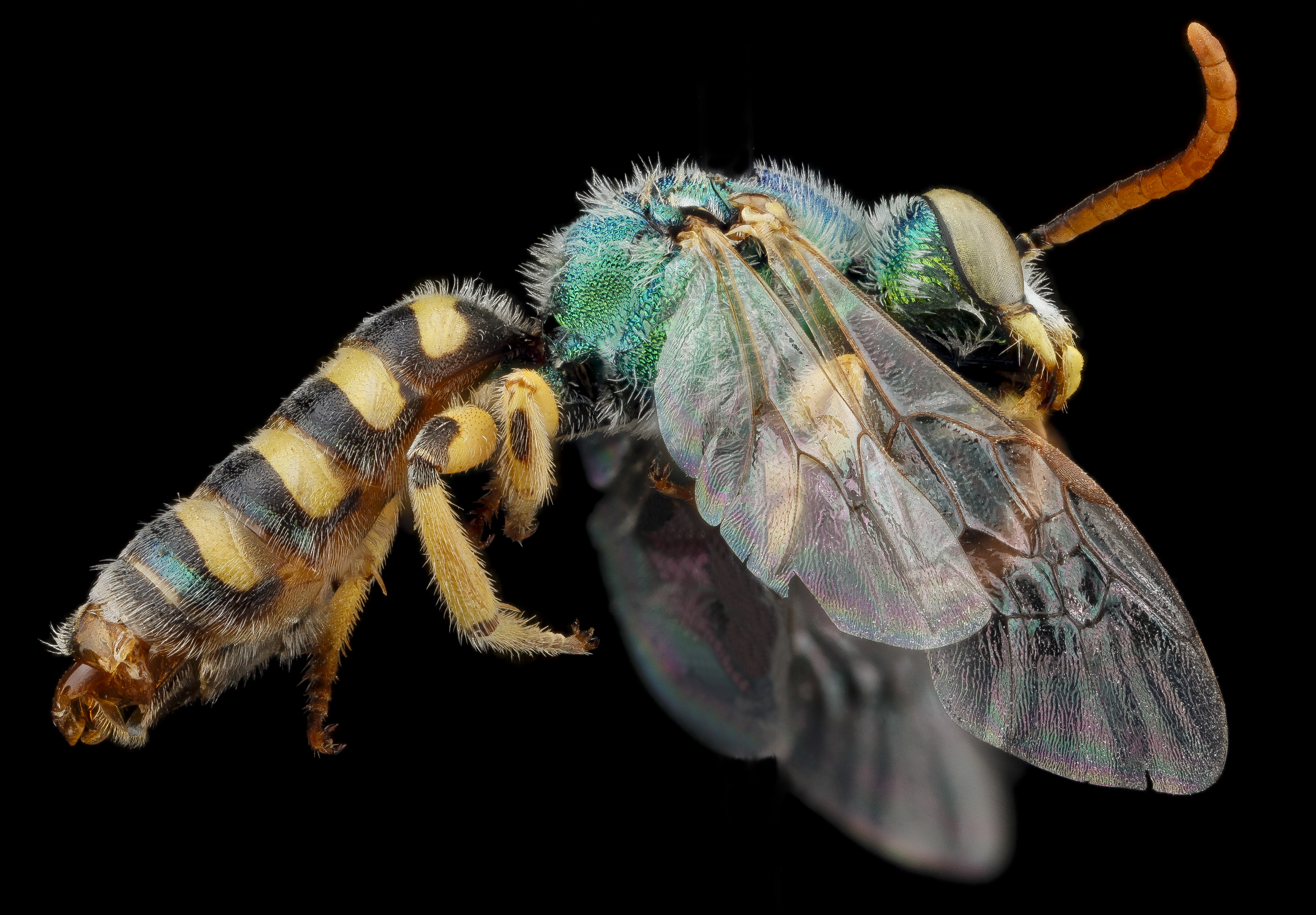